# 어치속
어치속 또는 게럴러스속은 까마귓과에 속하는 연작류의 새들로 유라시아어치를 포함한다. 어치속의 새들은 구세계에 분포한다.

## 하위 종
어치속에 속하는 세 종은 다음과 같다.
- 어치 또는 유라시아어치 (Garrulus glandarius)
- 검은머리어치 (Garrulus lanceolatus)
- 유리어치 (Garrulus lidthi)